# Vic Laureys
Vic Laureys (29 oktober 1939) is een Belgisch CD&V-politicus.
Laureys was burgemeester van de gemeente Hoeilaart van 1974 tot 2006, waar hij zetelde als gemeenteraadslid sinds 1971. Sinds november 1981 is hij lid van de provincieraad in Brabant en bleef raadslid na de oprichting van de provincie Vlaams-Brabant. Van 2000 tot 2012 was hij voorzitter van die provinciale raad. In 2012 besliste hij te stoppen na een politieke loopbaan van 42 jaar. In België zijn dit 7 gemeentelijke legislaturen.
Laureys is een voormalige ambtenaar. In 2008 kreeg hij van de Vlaamse regering de titel van ereburgemeester.